# 錦織幹

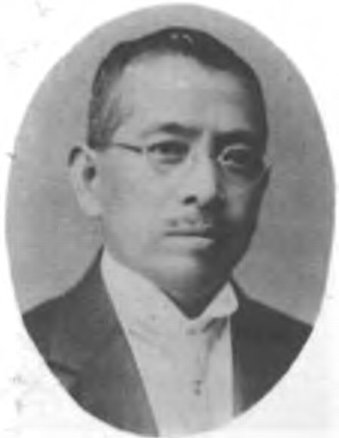
錦織幹

錦織 幹（にしきおり かん、1874年（明治7年）12月7日 - 1955年（昭和30年）7月28日）は、内務官僚。長崎市長。

## 経歴
愛媛県出身。　父は判事を務めた錦織義弘・リウの子。
1896年（明治29年）、東京法学院（現在の中央大学）を卒業。1899年（明治32年）に高等文官試験に合格した。内務属、秋田県参事官、鹿児島県参事官、山形県事務官、長崎県港務長、島根県事務官、山梨県内務部長、千葉県内務部長、新潟県内務部長などを歴任した。
1917年（大正6年）に休職となった後は、日本スレートアスフハルト工業株式会社取締役、証券交換所株式会社取締役を務めた。
1922年（大正11年）、長崎市長に選出された。1926年（大正15年）11月10日に退任するまで4年間在職した。正五位勲四等。享年82歳。墓所は多磨霊園。